# Pollard (Alabama)
Pollard – miasto w Stanach Zjednoczonych, w stanie Alabama, w hrabstwie Escambia. W roku 2023 miasto zamieszkiwało 125 osób, a gęstość zaludnienia wynosiła 43,1 osoby/km².